# Beaurains
Beaurains  là một xã của tỉnh Pas-de-Calais, thuộc vùng Hauts-de-France, miền bắc nước Pháp.

## Dân số
| 1962                                                                | 1968 | 1975 | 1982 | 1990 | 1999 | 2005 | 2007 |
| ------------------------------------------------------------------- | ---- | ---- | ---- | ---- | ---- | ---- | ---- |
| 1649                                                                | 2012 | 3982 | 3922 | 4379 | 4708 | 4997 | 5021 |
| Census count starting from 1962: Population without double counting |      |      |      |      |      |      |      |